# 공소성 세라믹
공소성 세라믹(co-fired ceramic), 소성 세라믹은 모놀리딕, 세라믹 마이크로 전자 장치이며, 전반적인 세라믹 지원 구조와 전도, 저항, 유전 물질들이 킬른(kiln) 안에 동시에 소성된다. 일반적인 장치로는 축전기, 유도자, 저항기, 변압기, 혼성 집적 회로(Hybrid integrated circuit)가 있다. 이 기술은 군사용 일렉트로닉스, MEMS, 마이크로프로세서, RF 분야 등 전자 산업에서 전자 부품의 다층 포장 및 강도가 튼튼한 조립 및 포장을 위해서도 사용된다.
공소성 세라믹 장치들은 다층 방식을 사용하여 제조된다. 처음 사용되는 물질은 고분자 바인더와 섞인 세라믹 입자로 구성된 합성 그린 테이프이다. 이 테이프들은 유연하며 이를테면 커팅, 밀링(milling), 펀칭, 엠보싱을 사용한 기계화가 가능하다. 보통은 필링(filling), 스크린 프린팅)을 사용하여 이 계층에 금속 구조물들을 추가할 수 있다. 그 뒤 개개의 테이프들은 장치들이 킬른 안에 소성되기 전 라미네이션 공정을 통해 결합되며 여기에서 테이프의 폴리머 부분은 연소되고 세라믹 입자들은 소결되면서 딱딱하고 밀집도가 높은 세라믹 부품이 만들어지게 된다.
공소성 세라믹은 저온 공소성 세라믹(LTCC)과 고온 공소성 세라믹(HTCC)으로 나눌 수 있다. 저온의 경우 소결 온도가 1,000 °C (1,830 °F) 미만이고 고온의 경우 대략 1,600 °C (2,910 °F)이다. 유리상을 세라믹에 추가하면 LTCC 물질을 더 낮은 소결 온도로 적용이 가능하므로 융해 온도를 낮출 수 있다.

## 역사
소성 세라믹은 강도가 더 강한 축전기를 만들기 위해 1950년대 말, 1960년대 초에 처음 개발되었다. 이 기술은 나중에 1960년대에 확장되어 구조물과 같은 다층 프린트 배선판이 포함되었다.

## 같이 보기
- 하이브리드 집적 회로